# Skorotice (Ústí nad Labem)
Skorotice (německy Gartitz) jsou část statutárního a krajského města Ústí nad Labem v České republice, spadající pod městský obvod Ústí nad Labem-město. Nachází se severozápadně od centra města a jejich katastrální území se rozkládá na 1,38 km2. V roce 2009 zde bylo evidováno 506 adres. V roce 2011 zde trvale žilo 1098 obyvatel.

## Název
Název Skorotic je odvozen od Skoroticů, lidí Skorotových.

## Historie
Skorotice vznikly jako slovanské sídlo typu okrouhlice mezi 9. a 10. stoletím. První písemná zmínka však pochází až z roku 1352, kdy náležely, jakožto léno, mosteckému hradu. V roce 1546 patřily Janu Trmickému z Míliny. Ten o třináct let později do Skorotic dosadil luteránského pastora a zkonfiskoval pozůstalost po posledním katolickém faráři. Následně se stal majitelem vesnice Prokop Dvořecký z Olbramovic, od něhož Skorotice v roce 1613 koupil, společně s Podhořím a Kabátem, rytíř Václav ze Žampachu. Pouhých deset let na to mu byl majetek zkonfiskován, a ten následně koupila jeho manželka Barbora Malešická z Poutnova. Po třicetileté válce (1618–1648) zde stálo devět domů, v nichž hospodařilo sedm sedláků a dva chalupníci.
Od roku 1640 byly Skorotice součástí všebořického panství. Postupně byly během feudalismu také součástí panství Bukov a Hněvín. V roce 1652 je zmíněna zdejší farní škola a v letech 1748 až 1755 byl na místě staršího kostela ze 13. století vystavěn barokní kostel svatého Václava. Během sedmileté války vesnici v roce 1759 vyplenila pruská vojska a místní kaplan byl zastřelen. Cizí vojáci tu tábořili i v dalších konfliktech, a to Rusové v roce 1813 během napoleonských válek, a Rakušané a Prusové v roce 1866 během prusko-rakouské války. Vojáci, padlí během napoleonských válek, mají být údajně pohřbeni pod kostelem svatého Václava. V letech 1869 až 1890 byly Skorotice osadou obce Božtěšice, a od roku 1900 měly status samostatné obce.
V důsledku Mnichovské dohody se Skorotice a celé Sudety staly počátkem října 1938 součástí nacistického Německa a od dubna 1939 byly v jeho rámci součástí říšské župy Sudety. Po skončení druhé světové války došlo k odsunu místního, do té doby většinového, německého obyvatelstva. Od roku 1980 jsou Skorotice součástí města Ústí nad Labem.

## Přírodní poměry

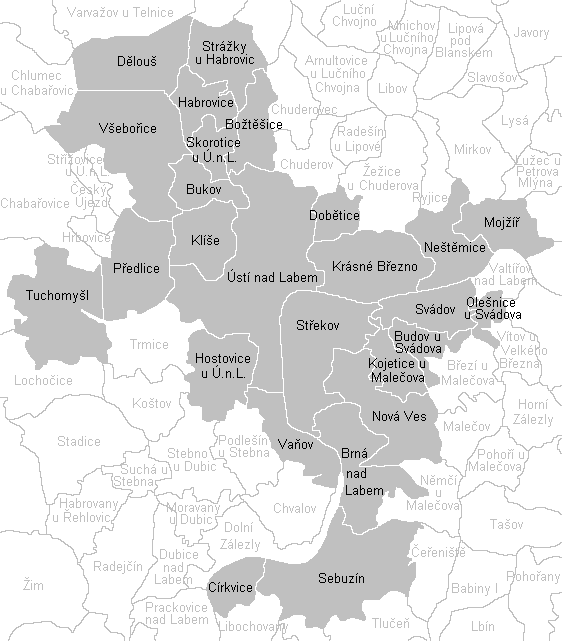
Lokalizace Skorotic na mapě Ústí nad Labem

Skorotice jsou částí města Ústí nad Labem a nachází se v jižní části stejnojmenného okresu v Ústeckém kraji. Jejich základní sídelní jednotkou jsou Skorotice.
Katastrální území Skorotice u Ústí nad Labem se rozkládá na ploše 137,5816 hektarů. Z východní strany kopíruje silnici II/528. Od té se posléze odpoutává a pokračuje jihovýchodně k Božtěšicím. Tam vede ulicí K Čepci, kterou směřuje zpět na západ. Po krátkém klikacení prochází zástavbou až k ulici Platanová a jejímu křížení s ulicí Osvoboditelů. Následně klesá takřka proti vrstevnici až ke Klíšskému potoku, jehož tok dále kopíruje přes ulici Božtěšická a kolem čerpací stanice. Obloukem znovu protíná Božtěšickou ulici, načež vede téměř po vrstevnici až po ulici Na Valech, poté do lokality Nad Cihelnou, od níž pokračuje severozápadně až po ulici Skorotická. Z té uhýbá do ulice Slovanská, kolem fotbalového hřiště, z níž uhýbá do ulice Dukelských hrdinů a severozápadně do ulice K. H. Borovského. Následně směřuje severovýchodně k Habrovickému rybníku, který z jihu míjí skrze chatovou osadu, a obloukem se vrací k jihu na polní cestu od hřbitova, podél níž pokračuje až k silnici II/528. Od severu (po směru hodinových ručiček) sousedí s katastrálními územími: Habrovice, Božtěšice, Bukov a Všebořice.

### Geologický vývoj, reliéf a půdy
Většinu podloží Skorotic tvoří čtvrtohorní svahové sedimenty (hlína, kameny) a naváté písky (spraše, sprašová hlína). Podél vodních toků lze nalézt nivní sedimenty (hlína, písek, štěrk). U jihovýchodních a severovýchodních částí území tvoří podloží třetihorní bazaltoidy. Jižně od Habrovického rybníka je ostrůvkovitě zastoupena pyroplastika a druhohorní arkózovité pískovce. V severní části území je také zastoupen vápnitý jílovec, slínovec, prachovec a čtvrtohorní nevytříděné písky a jíly.
Z geomorfologického hlediska jsou Skorotice součástí Krušnohorské subprovincie, kde většina jejich území náleží do celku Mostecká pánev, podcelku Chomutovsko-teplická pánev, v jejímž rámci spadá pod geomorfologický okrsek Chabařovická pánev. Malý cíp v jižní části katastrálního území se řadí pod celek Českého středohoří, jeho podcelek Verneřické středohoří, kde spadá pod geomorfologický okrsek Ústecké středohoří.
Podle taxonomického klasifikačního systému půd (TKSP) se ve Skoroticích vyskytují antropozemě, kambizemě a pseudogleje. Antropozemě, konkrétně půdní typ antropozem urbánní se nachází po většinou zástavby. V severovýchodní části katastrálního území (u nové zástavby) lze nalézt kambizemě eutrofní. V severním výběžku v blízkosti Habrovického rybníka jsou pseudogleje.

### Podnebí a vodstvo
Většina území Skorotic se dle Quittovy klimatické klasifikace řadí do mírně teplé oblasti MT9 (malý cíp území při severovýchodu je součástí mírně teplé oblasti MT4). Pro oblast MT9 jsou typická dlouhá, teplá a suchá až mírně suchá léta. Jara a podzimy jsou krátké a mírně teplé, zatímco zimy jsou krátké, mírné a suché, s krátkým trváním sněhové pokrývky. Úhrn srážek se ve vegetačním období pohybuje mezi 500 a 600 mm srážek, v zimním pak mezi 350 a 400 mm srážek.
Oblast Skorotic spadá hydrologicky do povodí řeky Labe. Konkrétně náleží do dílčího povodí Ohře, Dolního Labe a ostatních přítoků Labe, v jehož rámci je součástí vodního útvaru „Klíšský potok od toku Žďárský potok po ústí do toku Bílina“. Skoroticemi protéká Bílý potok, tekoucí z Habrovického rybníka, který je pravostranným přítokem Klíšského potoka. Klíšský potok rovněž vede podél části východní hranice katastrálního území Skorotic.

### Flora a fauna

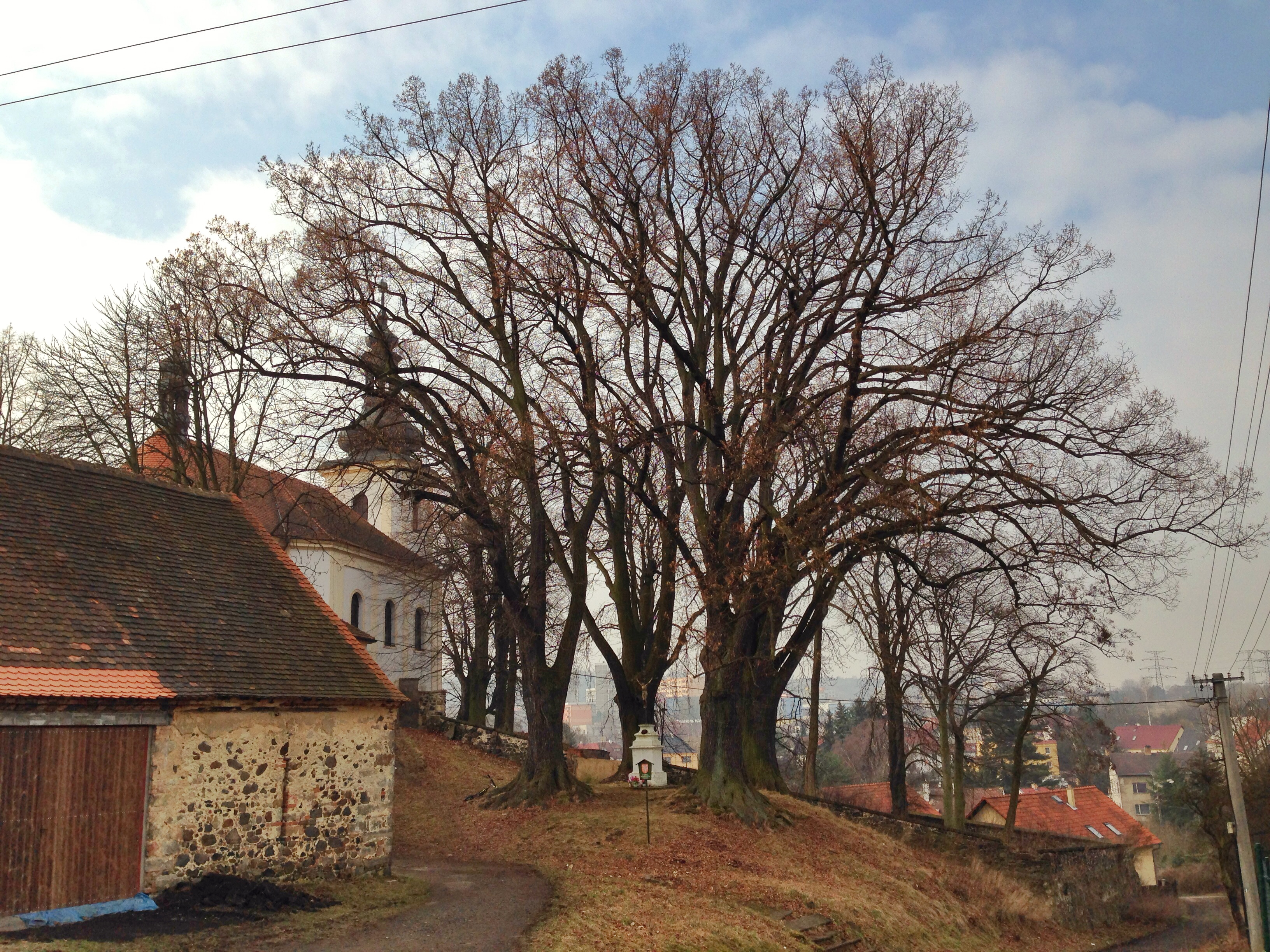
Čtyři památné stromy lípy velkolisté (Tilia platyphyllos)

Dle biogeografického členění ČR náleží Skorotice do hercynské podprovincie, v níž se nachází na pomezí Milešovského a Mosteckého bioregionu. Z botanického hlediska leží území ve fytogeografické oblasti termofytikum, kde z větší části spadá do jejího okresu Labské středohoří (4b) a v blízkosti Habrovického rybníka okrajově do Podkrušnohorské pánve (3). Potenciálně přirozenou vegetací jsou černýšová dubohabřina (Melampyro nemorosi-Carpinetum), bučina s kyčelnicí devítilistou (Dentario enneaphyli-Fagetum) a na malé části též komplex sukcesních stádií na antropogenních stanovištích.

### Ochrana životního prostředí
Část východní hranice Skorotic ze západu vymezuje chráněnou krajinnou oblast České středohoří. Ta byla vyhlášena 19. března 1976 výnosem ministerstva kultury ČSR na ploše 1063 km2 k „ochraně typického pohoří, tvořeného třetihorními vyvřelinami s řadou významných ekosystémů a velkou druhovou rozmanitostí.“ Na návrší u kostela svatého Václava rostou čtyři památné stromy lípy velkolisté (Tilia platyphyllos), chráněné od roku 1994.

## Obyvatelstvo

### Struktura
Skorotice zažívaly stálý populační růst až do roku 1930, kdy dosáhly historického maxima počtu obyvatel, a to 1202. K velkým populačním změnám došlo po druhé světové válce v souvislosti s vysídlením německého obyvatelstva a následným dosidlováním Sudet. Do té doby byly totiž Skorotice většinově německou obcí (v roce 1930 se k německé národnosti přihlásilo 92,5 % obyvatel). Od 50. let 20. století počet obyvatel fluktuuje. Podle sčítání lidu z roku 2011 ve Skoroticích žilo 1098 obyvatel, z toho 547 mužů a 551 žen. Věková skupina mladších 14 let byla zastoupena 199 obyvateli, zatímco skupina starších 65 let celkem 122 obyvateli.
Podle sčítání lidu z roku 2011 bylo 480 obyvatel ekonomicky aktivních a 51 z nich vyjíždělo za prací mimo Ústí nad Labem. Podle odvětví ekonomické činnosti pracovalo 5 obyvatel v priméru (zemědělství, lesnictví, rybolov), 138 v sekundéru (průmysl a stavebnictví) a 286 v terciéru (služby).
| Rok            | 1869 | 1880 | 1890 | 1900 | 1910 | 1921 | 1930 | 1950 | 1961 | 1970 | 1980 | 1991 | 2001 | 2011 |
| -------------- | ---- | ---- | ---- | ---- | ---- | ---- | ---- | ---- | ---- | ---- | ---- | ---- | ---- | ---- |
| Počet obyvatel | 261  | 301  | 333  | 518  | 797  | 952  | 1202 | 832  | 860  | 745  | 750  | 627  | 701  | 1098 |
| Počet domů     | 40   | 45   | 49   | 62   | 93   | 112  | 149  | 164  | 157  | 157  | 170  | 173  | 206  | 325  |

### Náboženský život
Ve Skoroticích sídlí římskokatolická farnost, pod níž dále náleží území částí obcí Arnultovice, Bánov, Bukov, Božtěšice, Dělouš, Habrovice, Chuderovec, Kamenice, Neznabohy, Podhoří, Roudné, Strážky, Studánka, Střížovice a Všebořice. Přímo ve Skoroticích se nachází farní kostel svatého Václava, kde se konají pravidelné bohoslužby. Od července 2012 je administrátorem excurrendo farnosti ústecký arciděkan Miroslav Šimáček.
V době První republiky byli kromě římských katolíků ve Skoroticích též zastoupeni evangelíci a židé. V roce 1921 se z 952 obyvatel ke katolictví přihlásilo 916 obyvatel, k evangelictví 23, k jinému náboženství 6 a 7 občanů bylo bez vyznání. V roce 1930 se z 1202 obyvatel ke katolictví hlásilo 1074 občanů, k evangelictví 49, k judaismu 1, k jinému vyznání 4 a 74 bylo bez vyznání.

## Hospodářství a infrastruktura

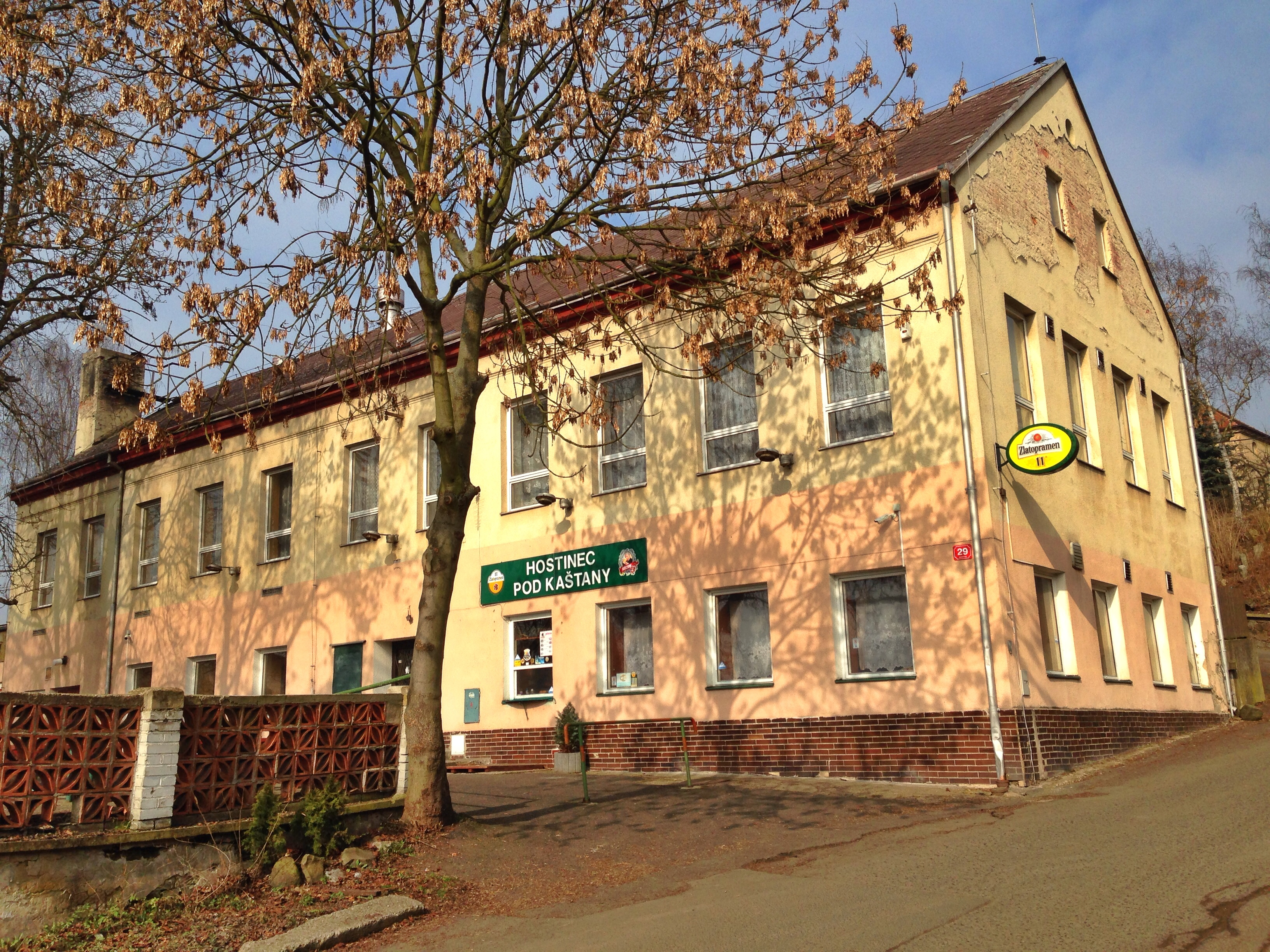
Hostinec Pod Kaštany

Skorotice jsou vybaveny veřejným osvětlením, vodovodem, kanalizací (napojenou na městskou kanalizaci) a jsou plynofikovány. Jedná se o rezidenční čtvrť, a nenacházejí se zde proto žádné průmyslové areály. Sídlí zde například firma VAT33, dovážející a distribuující chlazené potraviny, čalounictví, autoservis, půjčovna přívěsových vozíků Jana Kříže, autoservis, či společnost Podlahy Karel, nabízející podlahové krytiny. Při ulici Božtěšická funguje čerpací stanice pohonných hmot (k roku 2014 společnost Tank ONO).
Místní restaurační zařízení zahrnují hostinec Pod Kaštany v ulici Do Vrchu a restauraci U Dvou Kanců v ulici 5. května.

### Doprava
Po východní hranici katastrálního území prochází silnice II/528 z Ústí nad Labem do Petrovic. Podle Celostátního sčítání dopravy provedeného v roce 2010 po silnici jezdilo denně v průměru 3421 vozidel (z toho 3123 osobních vozidel, 271 těžkých vozidel a 27 jednostopých vozidel).
Obslužnost městskou hromadnou dopravou zajišťuje město Ústí nad Labem prostřednictvím společnosti Dopravní podnik města Ústí nad Labem. K roku 2014 se konkrétně jedná o autobusové linky číslo 85 (vedoucí z Vaňova do Strážek) a číslo 16 (vedoucí ze Všebořic do Strážek). Autobusové zastávky na území Skorotic jsou (směrem od Ústí nad Labem): Nové Skorotice • Skorotice škola • Skorotice • Habrovická.

## Společnost
Ve Skoroticích funguje mateřská škola v ulici 5. května. Sídlí v budově z počátku 20. století, kde funguje od roku 1945. V západní části katastrálního území se mezi ulicemi Slovanská a K. H. Borovského nachází fotbalové hřiště.
Sběr komunálního odpadu zajišťuje firma AVE. Dvakrát do roka (na jaře a na podzim) jsou organizovány svozy objemného odpadu, nebezpečného odpadu a vaků s odpady ze zeleně. Na několika místech (např. u autobusové zastávky Skorotice, křižovatky ulic Nová alej a Oblouková, či křižovatky ulic Bukovská, Buzulucká a U pošty) jsou umístěny kontejnery na sběr tříděného odpadu, a to na papír, sklo a plasty (PET lahve). Na území Skorotic se nachází dva hřbitovy: menší u kostela sv. Václava a větší v ulici Polní. Provoz druhého zmíněného zajišťuje příspěvková organizace Městské služby Ústí nad Labem.

## Pamětihodnosti

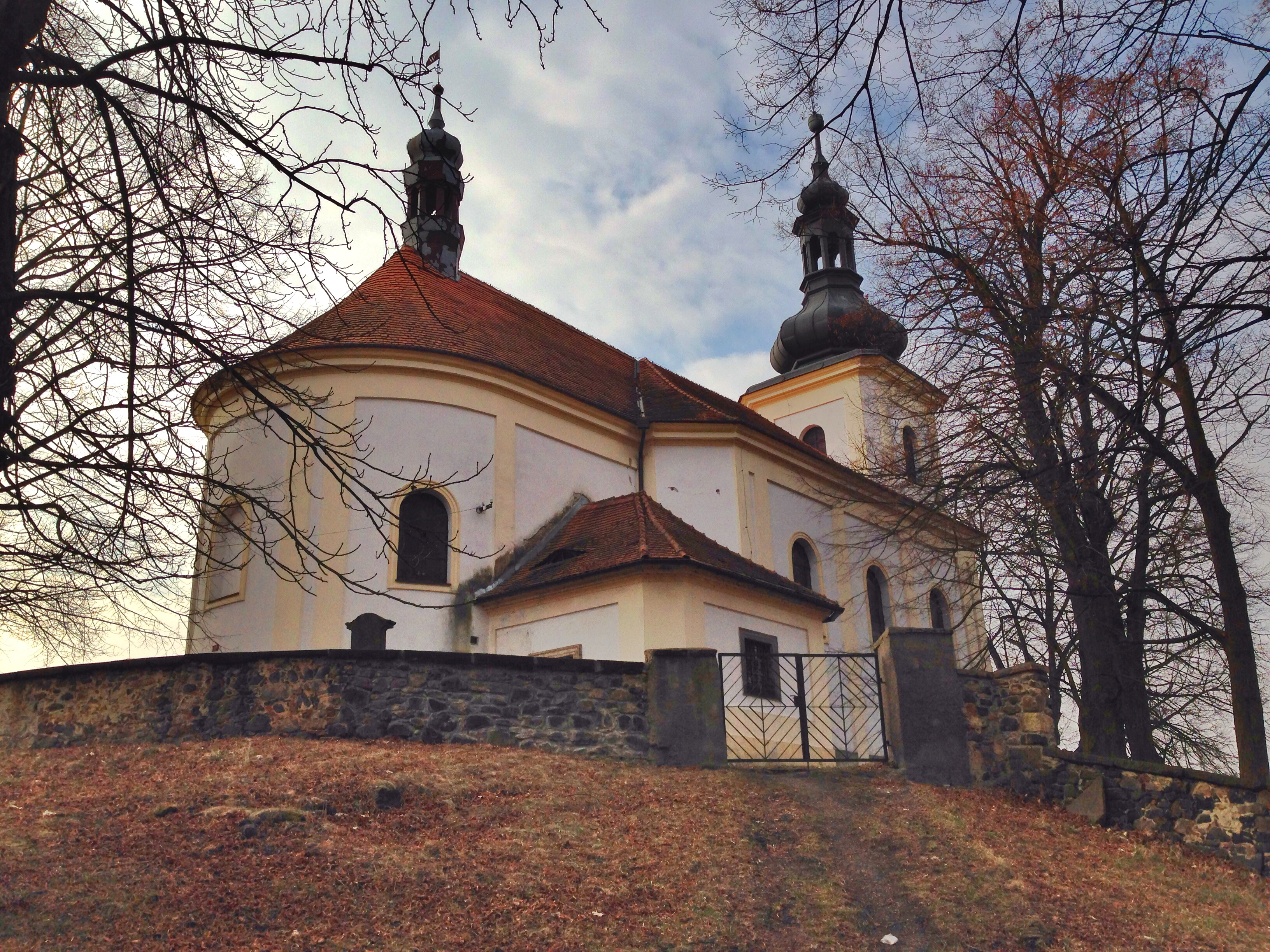
Kostel svatého Václava

- Kostel svatého Václava – Barokní venkovský kostel z let 1748 až 1755 stojí na výšině a je obklopen někdejším hřbitovem a farou.[36] Postaven byl na místě starého kostela, který existoval již v době předhusitské. Je chráněn jako kulturní památka.[37]

## Osobnosti
- Stanislav Pelc (* 1955) – bývalý český fotbalista, záložník a reprezentant Československa je skorotickým rodákem.[38]
- Jan Čaloun (* 1972) - reprezentant České republiky v ledním hokeji na MS v roce 1993 v Mnichově, v roce 1999 v Lillehammeru a v roce 1998 na ZOH v Naganu je skorotickým obyvatelem.